# Trnovec (gmina Metlika)
Trnovec – wieś w Słowenii, w gminie Metlika. W 2018 roku liczyła 108 mieszkańców.